# Calvera (Huesca)
Calvera ist ein spanischer Ort in der Provinz Huesca der Autonomen Gemeinschaft Aragonien, der zur Gemeinde Beranuy gehört. Der Ort auf 1207 Meter Höhe liegt circa drei Kilometer nordöstlich von Beranuy. Calvera hatte im Jahr 2019 sechs Einwohner.

## Sehenswürdigkeiten
- Ehemalige Klosterkirche Santa María
- Pfarrkirche San Andrés, erbaut im 11. Jahrhundert und im 13. bzw. 16. Jahrhundert verändert
- Kapelle San Pablo
- Ermita San Valero

## Weblinks

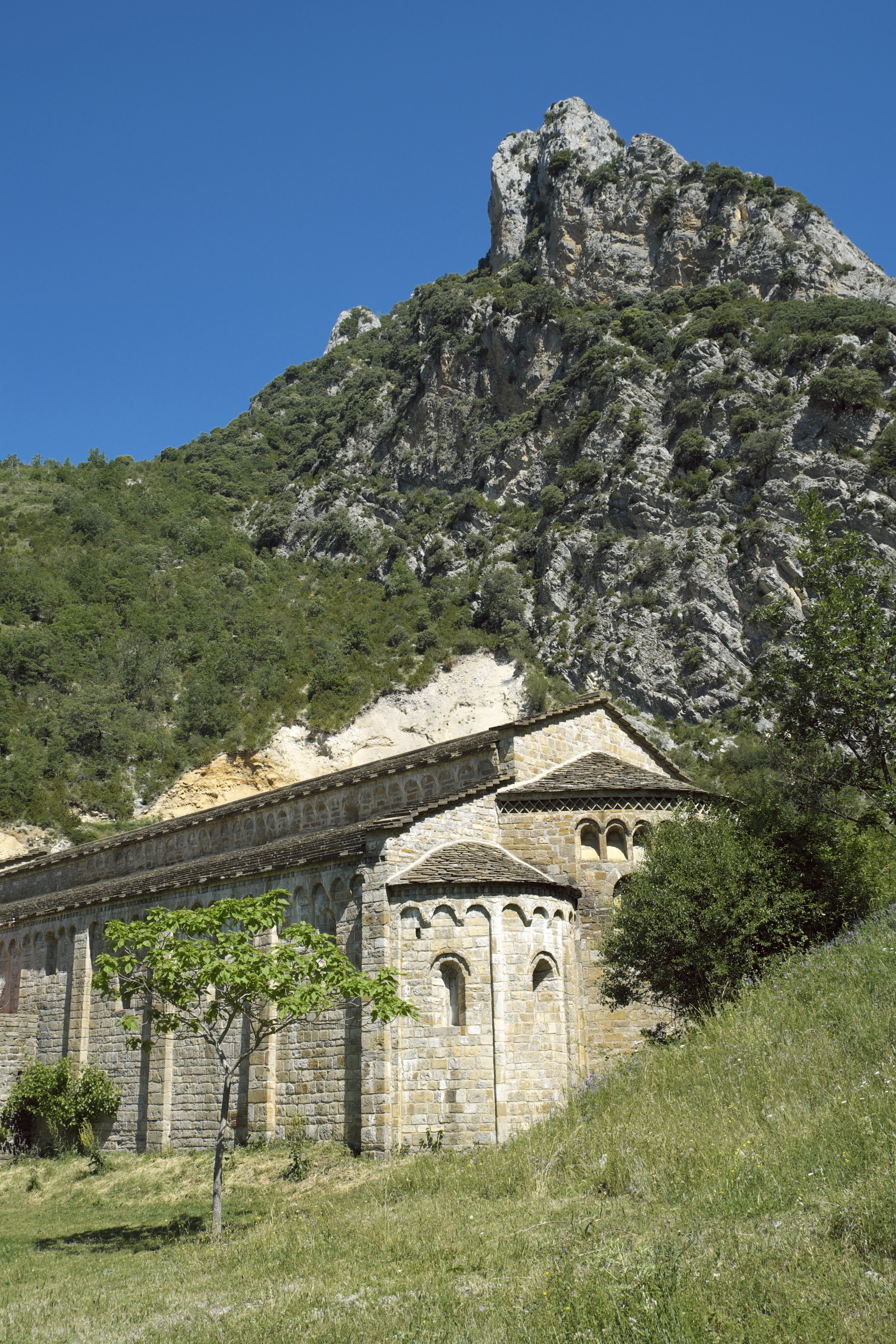
Ehemalige Klosterkirche Santa María